# Škare (Otocsán)
Škare falu Horvátországban Lika-Zengg megyében. Közigazgatásilag Otocsánhoz tartozik

## Fekvése
Zenggtől légvonalban 34 km-re, közúton 46 km-re délkeletre, községközpontjától 6 km-re északkeletre a Kis-Kapela és a Velebit-hegység között fekszik.

## Története
A szerb többségű település a 17. század közepén keletkezett amikor a török elől menekülő pravoszláv vallású vlahokat telepítettek erre a vidékre. Lakói a letelepítés fejében a török elleni harcokban katonai szolgálatot láttak el. A település a katonai határőrvidék részeként az otocsáni határőrezredhez tartozott. 1848-ban felépítették Szent Miklós szentelt pravoszláv templomát. A falunak 1857-ben 908, 1910-ben 1109 lakosa volt. A trianoni békeszerződésig Lika-Korbava vármegye Otocsáni járásához tartozott. Ezt követően előbb a Szerb–Horvát–Szlovén Királyság, majd Jugoszlávia része lett. Jugoszlávia felbomlása után 1991-ben a független Horvátország része lett. Szerb lakossága 1991 őszén a horvát csapatok ellentámadása idején nagyrészt elmenekült, a templom is megsérült. A falunak 2011-ben 38 lakosa volt.

## Lakosság
| Lakosság változása | Lakosság változása | Lakosság változása | Lakosság változása | Lakosság változása | Lakosság változása | Lakosság változása | Lakosság változása | Lakosság változása | Lakosság változása | Lakosság változása | Lakosság változása | Lakosság változása | Lakosság változása | Lakosság változása | Lakosság változása |
| ------------------ | ------------------ | ------------------ | ------------------ | ------------------ | ------------------ | ------------------ | ------------------ | ------------------ | ------------------ | ------------------ | ------------------ | ------------------ | ------------------ | ------------------ | ------------------ |
| 1857               | 1869               | 1880               | 1890               | 1900               | 1910               | 1921               | 1931               | 1948               | 1953               | 1961               | 1971               | 1981               | 1991               | 2001               | 2011               |
| 908                | 913                | 927                | 1.032              | 1.130              | 1.109              | 1.114              | 1.027              | 714                | 655                | 585                | 539                | 449                | 409                | 12                 | 38                 |

## Nevezetességei
Szent Miklós tiszteletére szentelt pravoszláv temploma 1848-ban épült. Ikonosztázát és szakrális tárgyait a II. világháború idején Zágrábba vitték. 1978-ban megújították, homlokzata és tornya a honvédő háború során súlyosan megrongálódott. Egyhajós épület, alul négyszögletes, felül nyolcszögű tornya a homlokzat előtt magasodik. A templom mellett található a falu temetője.